# DJ Kool Herc
DJ Kool Herc, cuyo nombre original es Clive Campbell (Kingston, Jamaica, 16 de abril de 1955), es un DJ estadounidense, conocido como "El padre de Hip Hop" en la década de los 70.

## Biografía

### Infancia y primeros años
Clive Campbell fue el primero de los seis hijos del matrimonio formado por Keith y Nettie Campbell. Su infancia estuvo influenciada por las fiestas callejeras acompañadas de Dj's (en Nueva York llamados 'Selectors'). Más tarde, se mudó al Bronx, Nueva York en 1967 y con 15 años comenzó a realizar exitosas fiestas callejeras. Su dedicación al cultivo de su musculatura le hizo ganar el apodo de 'Hercules' que Campbell adoptó en su nombre artístico como DJ Kool Herc.

### Breaks
En Bronx, en 1973, el DJ Kool Herc se dio cuenta de lo mucho que el público se animaba cada vez que sonaba la parte más rítmica de las canciones funk de James Brown, y en las cuales no había letra; los llamados breaks. DJ Kool Herc decidió entonces coger la aguja del tocadiscos y manualmente regresarla al punto de la canción en el que había empezado el break de ésta para extenderlo tantas veces como él deseaba. 
En la fiesta que DJ Kool Herc dio en el n.º 1520 de la avenida Sedgwick en Bronx Oeste para el cumpleaños de su hermana Cindy Campbell, utilizó dos discos del mismo álbum  (según el documental "And you don't stop" fue una segunda versión del tema "Give it up or turnit Loose" del LP "Sex Machine" de James Brown de 1970) para reproducirlos uno detrás de otro y conseguir el mismo efecto que inicialmente conseguía manualmente al mover hacia atrás la aguja del tocadiscos, extender el break de la canción. Esto fue conocido como breakbeat y permitió la evolución y creación de nuevos estilos de baile.

### B-boys y B-girls
A todos estos chicos y chicas que asiduamente acudían a las sesiones de DJ Kool Herc para demostrar su talento bailando durante los extensos breaks creados por él, se les conocía popularmente como B-boys o B-girls (Break boys/girls). Chicos que esperaban esos breaks para lucir sus pasos de baile con fuentes tan diversas como James Brown, bailes del programa de TV Soul Train (locking, the popcorn, good foot, the robot) y las piruetas de películas de kung-fu.

### Influencia en otros artistas
Afrika Bambaataa inspirado por DJ Kool Herc se dio cuenta del cambio que la música, el baile, y el grafiti estaban produciendo en su barrio, viéndolo como una alternativa a las Gangs, las drogas, etc, que conocía de carne propia en los Black Spades.
Este recurso conectó al rap con otros géneros que utilizó a su favor, entre ellos el Funk y la disco y un minimalismo tecnológico, en vista de las carencias sociales del Bronx. Empleó sonidos anticuados y familiares y los convirtió en nuevos éxitos.
Más adelante, aparecería en escena Grandmaster Flash para perfeccionar y continuar con el legado de DJ Kool Herc.
Además, la primera crew de MC's de la historia se hacía llamar Kool Herc y the Herculoids, que la formaban él mismo, Coke La Rock y Clark Kent. Kool Herc dejaba el micrófono a sus compañeros, mientras que él se ocupaba del turntablism.
Según el propio DJ Kool Herc, su artista favorito era James Brown. Otro sonido que hizo legendario fue el break de "Apache" de Incredible Bongo Band.